# 王晨 (法学者)
王 晨（おう しん）は日本の中国法学者。大阪市立大学法学部教授。

## 来歴
中国浙江省臨海市生まれ。1986年京都大学法学部卒業。1991年同大学法学研究科民刑事法博士課程を卒業し、同大学法学部の助手となる。1993年大阪市立大学法学部助教授、2002年同大学法学研究科教授。

## 著書[1]

### 単著
- 『社会主義市場経済と中国契約法』有斐閣、1999年、ISBN 4641132070

### 担当共著
- 土屋英雄 編著『現代中国の人権』信山出版、1996年、ISBN 4797238038
- 高見澤磨、鈴木賢 編『要説中国法』東京大学出版会、2017年、ISBN	9784130311908